# Clidemia vallicola
Clidemia vallicola är en tvåhjärtbladig växtart som beskrevs av Henry Allan Gleason. Clidemia vallicola ingår i släktet Clidemia och familjen Melastomataceae.
Artens utbredningsområde är Colombia. Inga underarter finns listade i Catalogue of Life.